# Frank Kuenstler
Frank Kuenstler (* 1928; † 11. August 1996 in Manhattan) war ein amerikanischer Schriftsteller, Künstler und Filmemacher.
Er gilt als Zentrum einer kleinen New Yorker Dichterszene Mitte der 1960er Jahre, die im Eventorium in der West 100th Street wirkte, unter anderem mit Michael Benedikt, Michael O’Brien, Serge Gavronsky, Barbara A. Holland, Rachel Blau, George Bowering und Russell Edson. Kuenstler wird dabei mit dem bekannteren Ray Johnson verglichen. Er zählte zur post-Gertrude Stein ‘Language’ writing-Bewegung amerikanischer Dichter, zu der unter anderem Vito Acconci, Charles Bernstein, John Cage, Clark Coolidge, Lyn Hejinian, Jackson Mac Low, Bob Perelman, Bern Porter und Jerome Rothenberg gehörten. Außerdem wurde er durch Larry Sawyer in seinem Literaturjournal www.milkmag.org hervorgehoben.

## Werke

### Als Autor
Die ersten Gedichte erschienen im Journal The Eventorium Muse in den sechziger Jahren. Außerdem veröffentlichte er – korrespondierend mit den von ihm organisierten abendlichen Lesungen gleichen Namens – die Zeitschrift Bread & (New York 1962), die außer seinen eigenen Gedichten unter anderem Arbeiten von Adolfus Mekas, Norman Mailer und Harold Rosenberg enthielt. Ein unveröffentlichtes Manuskript aus dem Jahr 1973 trägt den Titel The Carlos and the Similes. Zwischen 1964 und 1996 erschienen insgesamt neun eigene Gedichtsammlungen: 
- LENS. Fim Cultures, New York 1964.
- Selected Poems. Eventorium Press, New York 1964.
- Paradise News. Eventorium Press, New York 1966.
- Fugitives. Rounds. 1966.
- 13 1/2 Poems. SZ/Press, New York 1984, ISBN 0-930125-01-0.
- Continued. Night Three Press, New York 1987.
- Miscellany. Night Three Press, New York 1987.
- In Which. Cairn Editions, New York 1994, ISBN 1-886044-04-X.
- The Seafarer, B.Q.E. and Other Poems. Cairn Editions, New York 1996, ISBN 1-886044-05-8.

Einzelarbeiten finden sich außerdem in:
- Mudfish Two (A Forum for Contemporary Art and Poetry). ISBN 0-9618526-0-7.

### Als bildender Künstler
In dieser Zeit begann er auch Mauerskulpturen (Holz-Assemblagen aus gefundenen Objekten) zu gestalten. 

### Als Filmemacher und Schauspieler
Ende der sechziger Jahre entstanden drei Filme:
- Color Idioms
- Two Plays by Serge Gavronsky
- Our Magazine No. 1.

Außerdem wirkte er bei zwei narrativen Filmen von Jonas Mekas mit:
- Guns of the trees (1961)
- Walden (Diaries, notes and sketches) (1969)